# Thomas Peter Krag
Thomas Peter Krag (Kragerø, 28 luglio 1868 – Oslo, 13 marzo 1913) è stato uno scrittore norvegese.
Nato a Kragerø, cresciuto a Kristiansand e trasferitosi a Copenaghen ha pubblicato molti libri, alcuni dei quali diventarono best seller in Danimarca anche se oggi i suoi romanzi si considerano finiti nel dimenticatoio. 

## Vita privata
Nacque a Kragerø, figlio del membro al parlamento norvegese Peter Rasmus Krag e Fredrikke Petrine Fyhn. La sua famiglia si trasferì a Kristiansand quando lui aveva due anni. I suoi fratelli maggiori erano Hans Peter Fyhn Krag e l'uomo d'affari Nils Krag, il poeta Vilhelm Krag era suo fratello minore. È stato il nipote di Hans Peter Schnitler Krag. Il direttore generale delle strade pubbliche Hans Hagerup Krag e il colonnello Ole Krag erano suoi zii e suo cugino era Lul Krag, noto pittore. È stato sposato con Ida Bengta Emilie Nielsen dal 1901 al 1912, dal cui matrimonio nacque lo storico letterario Erik Krag.

## Carriera
Krag concluse i suoi studi nel 1890. Il suo debutto letterario arrivò nel 1891, con la pubblicazione del suo primo libro, la storia indiana Fældejægeren eller Skovløberens Forræderi, sotto lo pseudonimo di "Edvard Cherson", e del romanzo Jon Græff. Nel 1892 pubblica Fra den gamle By og andre Skildringer, e nel 1893 la raccolta di racconti Ensomme Mennesker. Krag si stabilisce a Copenaghen dove entrò a far parte del circolo Norvegian colony che frequentava il café Bernina. Conosciuto per il suo carattere eccentrico e dato il suo nottambulismo, rimaneva spesso al café Bernina fino all’orario di chiusura a prendere appunti di idee per i suoi libri, sviluppandole poi a casa fino al sorgere del sole. 
Il suo romanzo Mulm fu pubblicato a Copenaghen nel 1893 e nel 1894 la commedia  Kong Aagon. Il romanzo Kobberslangen venne pubblicato nel 1895. Il letterato Willy Dahl ritiene che il romanzo Ada Wilde (1896) sia il suo miglior lavoro. Nel 1897 pubblica il romanzo Ulf Ran e una raccolta di storie e favole intitolata Vesterfra. Nel 1898 pubblica il romanzo Beates Hus e la raccolta di racconti brevi Tusmørke. Lo scrittore Kristian Elster stimava molto il lavoro di Krag, in particolare il romanzo del 1904 Gunvor Kjeld. Præstens datter, dove la lotta religiosa e il destino del prete "Kjeld" fanno da sfondo alle vicende della vita di "Gunvor", la figlia del prete. Successivamente furono pubblicati Ildliljen e Stenbænken nel 1905, Maagereden nel 1906, Det Allerhelligste e Offerlam nel 1907, e Tubal den Fredløse nel 1908. Nel 1909 la sua commedia Kong Aagon è stata inscenata al Nationaltheatret a Kristiania, diretta da Vilhelm Krag, suo fratello. Nel 1911 ha pubblicato Fortællinger fra Kakkelovnskrogen, e nel 1912 Frank Hjelm. Historien om en hjemløs.
Morì a Oslo nel 1913. Dopo la morte i suoi lavori furono stampati in una raccolta di nove volumi Mindeudgave tra il 1915 e il 1917. venne raffigurato dall'illustratore Olaf Krohn e dai pittori Christian Krohg, Oda Krohg e Henrik Lund.